# Wand Records
Wand Records va ser iniciada per Florence Greenberg en 1961 com una subsidiària de Scepter Records. En 1976 Florence Greenberg decidí retirar-se del negoci i vengué el seu segell a Springboard International. Quan Springboard entrà en fallida, Gusto Records adquirí el catàleg musical.